# Marjeta Antiohijska
Marjeta Antiohijska, tudi Margareta Antiohijska ali kar sveta Marjeta (slovenski pomen imena Biserka), devica, mučenka, na Vzhodu znana kot Sveta Marina Velika (grško Ἁγία Μαρίνα).
Na Zahodu se v rimskokatoliški in anglikanski Cerkvi obhaja njen god 20. julija, v Vzhodnih pravoslavnih Cerkvah pa se jo spominjajo 13. julija. Njen zgodovinski obstoj je precej vprašljiv. Za svetnico jo je razglasil papež Gelazij I. leta 494, toda pravo čaščenje se je pričelo šele s križarji. Verniki iz krščanskega sveta jo imajo za zelo močno priprošnjico v izpolnjevanju prošenj vseh tistih, ki se zatekajo k njej, katerih zavetnica je (porodnice, nosečnice, umirajoči, oboleli na ledvicah, kmetje, begunci, po krivem obtoženi, medicinske sestre …). Prebiranje njenih življenjepisov je zlasti v prvih stoletjih po njeni smrti zelo spodbujalo k širjenju njenega čaščenja.

## Življenje
Po eni od verzij, ki je zapisana v srednjeveškem delu genovskega nadškofa Jacopa da Varazze Legenda aurea je bila ta svetnica rojena v Antiohiji in je bila hči poganskega duhovnika z imenom Aedesius. Njena mati je umrla kmalu po njenem rojstvu in Marjeto je sprejela neka dojilja, ki je bila pobožna kristjanka in je živela v bližini njenega doma. Ko je kot odraščajoče dekle sprejela krščanstvo, je svoje devištvo posvetila Bogu ter začela nasprotovati očetovemu načinu življenja v poganstvu. Preselila se je k svoji dojilji ter sprejela preprost način življenja, ko se je preživljala z rejo drobnice in s tem postala enaka deklam, ki so opravljale tudi najnižja dela.
Ko je njen oče videl, da se hči ne bo odrekla krščanski veri, jo je prijavil Olibriju, deželnemu sodniku Bližnje-vzhodnih provinc (Levant, Hatay …). Ko je ta zagledal Marjeto, je v njej videl samo telesno lepoto in jo takoj zaprosil za poroko, vendar pod pogojem njene apostazije krščanski veri. Po njeni zavrnitvi te zahteve in zahteve po snubljenju, je bila kruto mučena, pri čemer je prihajalo do najrazličnejših čudežev. Eden izmed njih je pojav Satana v obliki Evropskega zmaja, ki je hotel pogoltniti Marjeto, vendar mu je pobegnila. Temu so sledile še najrazličnejše oblike mučenja. Od bičanja, trganja mesa z živega telesa, žganja z ognjem, pa vendar se ji je telo vsakokrat znova takoj zacelilo in nikjer naj ne bi bilo nobenih sledov o mučenju. Že Legenda aurea ostaja pri tem poročanju skeptična in zapiše, da so ti slednji dogodki apokrifni in jih ni treba jemati resno. Usmrčena je bila z obglavljenjem okrog leta 307, v času rimskega cesarja Dioklecijana in njegovega preganjanja.

### Poimenovanje
Sveta Marjeta oziroma sv. Marina kot je imenovana na Vzhodu, kaže povezave na morje (Marina) in s tem na starejše grško božanstvo – boginjo Afrodito, ki je rojena v morski peni.
Včasih lahko slišimo še njeno drugo ime, Margareta, ki je pogosteje v rabi v anglosaksonskem svetu. Matija Torkar je v svoji knjigi o življenju svetnikov zapisal: Marjeta ali Margarita se po naše zove »biser« ali draga jagoda. In njen življenjepis zaključi z besedami: Sveta devica, čije življenje si ravnokar bral, se je pač po vsi pravici imenovala Marjeta, to je: »biser«. Tudi vsaka prava krščanska devica mora biti biseru enaka.

## Čaščenje
Vzhodne pravoslavne Cerkve poznajo sv. Marjeto kot sv. Marino in slavijo njen god 13. julija. Večkrat je bila pomotoma povezana s sveto Pelagijo, ki ima zelo podoben življenjepis kot Marjeta in jo omenja tudi Ambrož Milanski (De virg. iii. 7, 33; Ep. xxxvii. ad Simplic.). Hraban Maver, nemški (frankovski) teolog in učenjak, je bil prvi, ki je na Zahodu popisal njeno življenje v Martirologiju in s tem povzročil, da se je tudi v teh deželah začelo širiti čaščenje te svetnice. Marina je latinski ekvivalent grškega imena Pelagia (grško Πελάγία) in pomeni πελαγιος ki je na odprtem morju oz. πέλαγος odprto morje.
Na Zahodu se je kult sv. Marjete zelo razširil, o čemer pričajo številne cerkve. Npr. v Angliji lahko naštejemo več kot 250 cerkva, ki so posvečene njej; najslavnejša je glavna cerkev sv. Marjete v westminstrski opatiji, ki je sedež Anglikanske Cerkve. V Sloveniji lahko na celem njenem ozemlju naštejemo kar 21 župnijskih in 25 podružničnih cerkva, ki nosijo njeno ime in so jih gradili od 14. stoletja dalje.
Med velikimi umetniki, ki so jo upodabljali, so sloveča imena kot npr. Rafael, Tizian, Bartholomäus Zeizblom in drugi.
Za svetnico jo priznava Rimskokatoliška Cerkev, ki jo ima zapisano tudi v Rimskem martirologiju dne 20. julija. Italijanski brevir iz leta 1974 (ponatis 1989) se svete Marjete ne spominja, niti je tega dne ne omenja.
Latinski Liber usualis jo prišteva med neobvezne godove.
Rimski misal, ki ga je poenotil papež Pij V. s tridentinskim koncilom in je ostal v veljavi vse do sredine 20. stoletja, se sv. Marjete prav tako spominja kot neobvezno. V molitvah ob njenem godu, pa najdemo njej lastne vse pomembnejše molitve in prošnje, ki jih moli duhovnik pri daritvi svete maše.
Slovenska izdaja brevirja sv. Marjeto še manj omenja: dne 20. julija je njeno ime resda zapisano toda nima nobene svoje molitve oz. prošnje.
Kljub temu, da o njej ni znanih dovolj zgodovinskih dejstev, ali je res živela in je papež Pavel VI. celo poskušal zaustaviti njeno čaščenje, pa je ljudsko izročilo tako močno, da se ljudje zlasti na podeželju še vedno obračajo k nji s prošnjami za pomoč pri delu na polju, o čemer pričajo še živi vremenski pregovori.

## Pregovori
O sveti Marjeti velja med ljudskim izročilom tudi nekaj pregovorov:
- Če ta dan grmi, lešnikov ni.
- Če sv. Marjete dan deževalo bo, težko boš pod streho spravil seno.
- Sv. Marjeta grom in strelo obeta.
- Se drži kakor bi bil sv. Marjeti olje izpil.
- Se drži kakor sv. Marjete ptič.
- Sv. Urh in sv. Marjeta kače paseta.

Ivan Šašelj v začetku 20. stoletja zapiše v glasilu Etnografskega muzeja Etnolog o sv. Marjeti še:
- O prosu pravijo: O sv. Marjeti je latica (se latje vidi), o sv. Jerneju je potica (je zrelo in ga manejo in jedo takrat potico).
- Ajdo je najbolj sejati Marjetni teden.

## Slike
- Sveta devica Marjeta. Bartholomäus Zeitblom, (med 1489 in 1497), oltarna slika v luteranski katedrali v Ulmu, Nemčija.
- Sveta Marjeta in zmaj. Alabaster s sledovi pozlate, Toulouse (okrog 1475). New York, Metropolitanski muzej.
- Relikviarna posodica Svete Marjete Antiohijske. Domnevno delo Nikolausa Gerhaerta, Nemčija (med 1462 in 1473). Art Institute of Chicago, inventarna št.: 1943.1001.
- Sv. Marjeta Antiohijska. Francisco de Zurbarán, (oblečena kot ovčja pastirica) olje na platnu (med 1630 in 1634), National Gallery in London.
- Sv. Marjeta Antiohijska. Peter Candid, II. polovica 16. stoletja, olje na deski, zasebna zbirka.
- Devica Marjeta. Opatija Novacella (Bolzano).
- Sveta Marjeta pritegne Olibrijevo pozornost. Jean Fouquet, (iluminacija v manuskriptu), II. polovica 15. stoletja, Muzej Louvre.